# ダイアケミカル
ダイアケミカル株式会社（DIA CHEMICAL CO.,LTD.）は、かつて存在した三菱化学全額出資の石油化学製品を中心とする販売会社である。
三菱化学の石油化学製品の販売部門でもあったが、三菱化学が2012年（平成24年）6月1日吸収合併し、販売を自社で行うこととした。

## 概要
事業内容石油化学製品
エチレン系（酸化エチレン、エチレングリコール、エチレンカーボネート、エタノール等）
プロピレン系（オキソアルコール、アセトン、アクリル酸及びエステル、アクリロニトリル等）
C4ケミカル系（無水マレイン酸、ブタンジオール、N-メチルピロリドン、PTMG等）
芳香族系（スチレン、フェノール、テレフタル酸、シクロヘキサノン 等）
その他化学品、（PET、PETシート、生分解性プラスチック、樹脂染料、苛性ソーダ　等）

## 沿革
- 1986年 – 三菱化成の染料販売代理店としてダイア精化株式会社設立。
- 1995年 – 三菱化学が染料事業から撤退。
- 1996年 – ダイアケミカル株式会社へ社名変更。
- 1998年 – 三菱化学より溶剤の一部の販売事業を事業譲渡。
- 2008年 – ダイアケミカルに三菱化学の石油化学製品の国内販売事業を集約。
- 2012年 - 三菱化学へ吸収合併。

## 事業拠点
営業拠点東京営業部、経営管理部、カスタマーソリューションセンター、大阪営業部、中部営業部